# وست پلیزنت ویو (کلرادو)
وست پلیزنت ویو (به انگلیسی: West Pleasant View) یک منطقهٔ مسکونی در ایالات متحده آمریکا است که در شهرستان جفرسون، کلرادو واقع شده‌است. وست پلیزنت ویو ۳٫۹ کیلومتر مربع مساحت و ۳٬۹۳۲ نفر جمعیت دارد.